# ياسوهيرو كامارا
ياسوهيرو كامارا (باليابانية: 鎌田 安啓) (11 يونيو 1980 في شيزوكا في اليابان – )؛ هو لاعب كرة قدم كان يلعب كلاعب وسط.